# كهف ثلاثي التوائم
الْكَهْفُ ثُلَاثِيَّ التَّوَائِمِ (باللاتينية: cavum trigeminale)، تَعَرُّفٌ أَيْضًا بَاسِمُ كَهْفِ ميكل (باللاتينية: cavum Meckeli)، هُو عِبَارَةً عَنْ جيبة لِلْأُمِّ الْجَافِّيَّةِ يَحْتَوِي عَلَى سَائِلُ دِمَاغِيُّ شَوْكِيُّ.

## البنية
يَتَكَوَّنُ الْكَهْفُ ثُلَاثِيَّ التَّوَائِمِ مِنْ طِبْقَتَيْنِ مِنَ الْأُمِّ الْجَافِّيَّةِ (الْبِطَانَةَ وَالسِّحَائِيَّ) وَالَّتِي تَعْدُ جُزْءًا مِنْ التجيب الخارجي للسقيفة الْمُخَيْخِية بِالْقُرْبِ مِنْ قِمَّةِ الْجُزْءِ الصَّخْرِيِّ مِنَ الْعَظْمِ الصُّدْغِيِّ. يُغَلِّفُ الْعَقْدَةُ الثُّلَاثِيَّةُ التَّوَائِمَ. يَحُدُّهَا الْجَافِّيَّةُ الَّتِي تَعْلُو أَرْبَعَةُ هَيَاكِلِ:
1. خَيْمَةُ الْمُخَيْخِ فَوْقَ الْأَطْرَافِ
2. الْجِدَارُ الْجَانِبِيُّ لِلْجَيْبِ الْكَهْفِيِّ فَوْقَ الْوَسَطِ
3. محدر وَسَطِيٌّ
4. وَجْهُ صَخْرِيُّ خَلْفِي غَيْرَ جَانِبِيٍّ

دَاخِلُ حُدودِ الْجَافِّيَّةِ لِلْكَهْفِ ثُلَاثِيَّ التَّوَائِمِ، هُنَاكَ اِسْتِمْرَارٍ للمساحة تَحْتَ الْعَنْكَبُوتِيَّةِ عَلَى طُولِ الْجَانِبِ الْخَلْفِيِّ لِلْكَهْفِ، مِمَّا يُمَثِّلُ اِسْتِمْرَارًا لِلصَّهَارِيجِ الْقَاعِدِيَّةِ الدِّمَاغِيَّةِ.

## تاريخ

### علم أصول الكلمات
سَمَّيْتُ بِاِسْمِ يوهان فريدريش ميكل، الأكبر [الإنجليزية].